# Apurimacia boliviana
Apurimacia boliviana là một loài thực vật có hoa trong họ Đậu. Loài này được (Britton) Lavin miêu tả khoa học đầu tiên.